# Обвинителен акт
Обвинителният акт (публично обвиниение) се повдига в наказателно производство от прокуратурата, ако след предварителното разследване има достатъчно подозрение, че обвиняемият е извършил престъпление.
По този начин обвинителният акт е началото на съдебно производство. В него се описва личността на обвиняемия, и фактите, в които е обвинен подсъдимият, и назовава нарушената наказателна разпоредба според членовете на наказателния кодекс. Подсъдимият може да коментира обвинителния акт в изявление. В правоприлагащите системи, организирани в рамките на закона, преобладава т. нар. принцип на обвинение, според който органът на прокуратурата не може да не е идентичен със съда. В България съгласно член 242 от наказателно процесуалния кодекс само прокурорът е отговорен за повдигане на обвинителния акт. (чл. 242: Правомощия на прокурора)
Основните части на писмения обвинителен акт срещу обвиняемия се изчитат от прокурора в съдебното заседание. Само фактите, описани в обвинителния акт, са предмет на това заседание, тоест съдът може да включва други действия, които не са описани в обвинителния акт, само ако преди това са били включени в допълнително обвинение.
Съдът обаче не е обвързан от правната оценка на фактите от реалния живот на обвиняемия, които прокурорът представя в обвинителния акт. Ако приеме, че обвиняемият трябва да бъде съден по правила, различни от посочените в обвинителния акт, съдът може (и трябва) да се произнесе по правилата, които смята за правилни. Съдът обаче трябва да е информирал предварително обвиняемия за всеки нов правен аспект.
Следователно обвинителният акт трябва ясно да описва действителното събитие, за което е обвинен подсъдимият. Освен това той трябва да възпроизвежда съответната формулировка на закона и да цитира приложимите разпоредби, както и да уточнява доказателствата и обобщава съществения резултат на разследванията.
За разлика от съда (In dubio pro reo) при съмнение се решава в полза на обвиняемия, обвинението обикновено трябва да започне от принципа In dubio pro duriore (при съмнение за обвинението)
Възможно е, след приключване на следствието, прокурорът да реши, да не повдига обвинение.